# Puigsec (Sant Julià de Vilatorta)
Puigsec és una obra del municipi de Sant Julià de Vilatorta (Osona) inclosa en l'Inventari del Patrimoni Arquitectònic de Catalunya.

## Descripció
Es tracta d'un edifici civil.
Està format d'una casa senyorial i masoveria. La façana actual de la masia està orientada al sud-est, és producte de la reforma del segle XX i està envoltada per amplis jardins. Al lloc on s'emplaçava l'antiga façana hi ha uns arcs de confecció romàntica construïts amb pedra sense polir i formant al pis superior una gran balconada que dona a l'era de la masoveria, adossada al mas. Els materials constructius són a base de pedra, calç i ferro. Hi ha un mur que envolta la masoveria, la casa senyorial i una ermita dedicada a Sant Ponç.

## Història
L'arxiu capitular de Vic conserva un ms. datat al 980 que esmenta "Puiosicco". Al segle xi els seus hereus posseïen una gran extensió e territori amb diferents masoveries. El 1337 pertanyia al monestir de Sant Llorenç per cessió dels Bellpuig a Sant Julià de Vilatorta l'any 1235.
Es tenen notícies que al segle xix era propietat dels Masferrer de Vic i que passaven l'estiu a Puigsec.